# سونگ یو بین (خواننده)
سونگ یو بین (انگلیسی: Song Yuvin؛ زادهٔ ۲۸ آوریل ۱۹۹۸) خواننده اهل کره جنوبی است.